# シスコヒート
『シスコヒート』 (cisco heat) は、1990年にジャレコから稼働された業務用大型筐体ゲーム。本作は坂の都市と呼ばれるサンフランシスコ舞台にしたレースゲームである。
1991年に欧州ではAmiga、Amstrad CPC、Atari ST、コモドール64、PC/AT互換機、ZX Spectrumに移植された。

## 概要
プレイヤーは2種類のパトカー（キャデラック・フリートフッド・ブロアムと日産・300ZXがモデル）から選び、サンフランシスコを景観としたコース内を指定された場所（実在の地名を使用）まで制限時間内に好順位で走破するのが目的。全5ステージ。筐体上部には派手なパトランプが設置され通信対戦可能なツインタイプも用意されていた。本作は同社の『ビッグラン』（1989年）の基板を流用して制作されたコンバージョンタイトルであり、この為クラクションボタンが本作にも継承されている。

## ゲーム内容

### システム
ゲーム開始前には2種類の車種から1台を選択、小太りの警察署長らしき人物が合図をしてレーススタート。スタート前には緊急指令として行き先が表示されるので、制限時間内に指示された場所まで辿り着ければステージクリアとなり次のステージに進む。操作はクラクション付のハンドルとアクセルとブレーキとギアで行い、クラクション（ミュージックホーン＆サイレン）を鳴らすことにより、自分と同車線上にいるアザーカーに対して車線変更を促せる。
アザーカーであるパトカーには順位がつけられているパトカーとそうでないものとがあり、これらはパトランプ色で判別が可能。順位がつけられているパトカーは同時出走の全8台。尚、エンディングではアメリカ国歌が使用されており、アメリカ市場を狙った企画のゲームであることがわかる。

### デザイン面の特徴
当時のラスタースクロールによる2D表示での疑似3Dゲームとしては、非常に珍しい直角カーブや、ほぼ垂直（のように見える）な急勾配の坂がある等、当時同時期にリリースされていた他社製のレースゲームと比較してもコースデザインが非常に個性的だったのが特徴。アザーカーであるパトカーの他にも路面電車(ケーブルカー)が走っていたりと、サンフランシスコの街並みのフィールをかなり汲み取った作りであり、特にオークランドベイブリッジの対向車線や橋の中を抜ける辺りは作り込みが高かった。画面上部の順位表示の下には現在通っている場所の地名が表示されるが、これらは当時のサンフランシスコのストリートの実在の名称が表示される。

### 演出面の特徴
コースは坂の都市らしくアップダウンの激しい展開が中心となっており、信号無視や反対車線の走行等お構い無しで高速コーナーをアクセル全開で突き抜けたりと、ダイナミックな演出が取り入れられている。一方で、現実の都市を舞台にしているわりには下記のようなおかしな所も多々見受けられるが、本作はそういった現実との細かい辻褄合わせよりもゲームならではのダイナミックさで押し切るような作風で仕上げられていた。
- ステージ1道中の横断幕に「SAN FRANCISCO RALLY」と書かれている
- 封鎖されるはずの道中にはバスやタクシーなどの一般車が十字路から飛び出している
- ラリーであるはずなのに何故かスタンディングスタートでタイムを競う
- 路肩のアザーカーに本来アメリカでは出荷されていないはずの軽自動車(スズキ・アルトワークス風)が止まっている
- ゲーム中に登場する車はスケールバランスがおかしな所が多々ある
- 自車がパトカーなのに事故現場そっちのけでゴールへ向かって走行する

## ステージ構成
コースはサンフランシスコの観光スポットを基点としており、ゴールデンゲートブリッジのたもとから海岸線を伝い、中腹のダウンタウンからツインピークスへ抜け、ヤーバ・ブエナ島内のトレジャーアイランドを目指すI80、オークランド・ベイブリッジを渡るルートとなる。
ステージ概要
- ステージ1 緊急指令Fisherman's Wharfへ急行せよ!(Golden Gate Bridge～Fisherman's Wharf)
- ステージ2 緊急指令Union Squareへ急行せよ!(Fisherman's Wharf～Union Square)
- ステージ3 緊急指令Moscone centerへ急行せよ!(Union Square～Moscone center)
- ステージ4 緊急指令Twin Peaksへ急行せよ!(Moscone center～Twin Peaks)
- ステージ5 緊急指令Treasure Islandへ急行せよ!(Twin Peaks～Treasure Island)

## 移植版
日本国内で発売のハードへの移植は無いものの、当時の海外PCには数多く移植されている。制作は全てIMAGE WORKSとICE Softwareによりるもので1991年に発売された。
| No. | タイトル                                 | 発売日 | 対応機種                                                        | 開発元       | 発売元      | メディア           | 型式 | 備考 |
| --- | ---------------------------------------- | ------ | --------------------------------------------------------------- | ------------ | ----------- | ------------------ | ---- | ---- |
| 1   | Cisco Heat: All American Police Car Race | 1991年 | Amiga Amstrad CPC Atari ST コモドール64 PC/AT互換機 ZX Spectrum | ICE Software | Image Works | フロッピーディスク | -    |      |

Amiga版
起伏越え時の車の挙動の変更(ジャンプの追加)や直角コーナー上の操作系の改良がなされており、BGMも変更。ゲーム中に流れ、全体的にアレンジを受けており、こちらの方が遊びやすくなっている分、特有の大味な演出を少な目としている為、オリジナルフィールは半減している。
Atari ST版
上記のAmiga版とほぼ同内容だがゲーム中はパーカッションと効果音のみでBGMはカットされた。

## 開発
シスコヒートの前作に位置するジャレコよりリリースされた『ビッグラン』は、当時セガ（後のセガ・インタラクティブ）よりドロップアウトしたメンバーにより設立された会社「ビットボックス」へ外注制作として依頼し制作された。その後ビットボックスはジャレコに吸収され、ビットボックスのディレクター、メインプログラマー 、メインデザイナーらは同社の業務用開発部に所属し、ビッグランと同じ基板を用いてジャレコの社内開発でシスコヒートが制作された。

## 評価
アーケード版
イギリスのゲーム誌『Sinclair User』は、1990年12月号でのアーケードゲームレビューにおいて94点（満100点）と評価した。
PC版
イギリスのゲーム誌『Games-X』は、1991年11月号のAmiga、Atari ST、およびその他のパソコンバージョンをレビューし、4点（満5点）と評価した。イギリスのゲーム誌『Commodore Format』は、コモドール64版に関して史上最低点である12点（満100点）と評価した。